# Вернер Фукс
Вернер Фукс (нім. Werner Fuchs; 18 січня 1891, Інстербург — 30 червня 1976, Кіль) — німецький військово-морський діяч, адмірал крігсмаріне (1 квітня 1942). Кавалер Лицарського хреста Хреста Воєнних заслуг з мечами

## Біографія
1 квітня 1909 року вступив на флот кадетом. З 1 жовтня 1911 року служив на легкому крейсері «Кольберг». Учасник Першої світової війни. З 2 березня 1915 року — вахтовий офіцер на легкому крейсері «Регенсбург». Після закінчення війни залишився на своєму посту. З 1 лютого 1920 року — 3-й офіцер Адмірал-штабу в штабі військово-морської станції «Остзее», з 2 жовтня 1922 року — в штабі командувача ВМС на Північному морі. З 4 жовтня 1923 року — 4-й офіцер Адмірал-штабу в штабі головнокомандувача ВМС. 29 вересня 1924 року призначений командиром роти 3-го батальйону берегової оборони, а 17 вересня 1926 року йому доручено керівництво Експериментальним інститутом зв'язку, одночасно був референтом торпедної інспекції Морського керівництва. Брав участь у секретних розробках торпедного озброєння. З 25 лютого 1930 року — навігаційний офіцер на лінійному кораблі «Ганновер», з 21 вересня 1931 року — 1-й офіцер Адмірал-штабу в штабі військово-морської станції «Остзее». 20 березня 1934 року призначений командиром легкого крейсера «Кельн», а 1 жовтня 1935 року очолив Відділ бойової підготовки Морського керівництва (потім — ОКМ). З 28 березня 1938 року — начальник Відділу флоту ОКМ. 1 липня 1939 року призначений начальником Конструкторського управління ОКМ. У веденні Фукса було зосереджене як керівництво розробкою нових проєктів, так і розміщення замовлень на приватних і державних верфях. Фуксу вдалося організувати різке прискорення будівництва підводних човнів і забезпечити Карла Деніца необхідною кількістю субмарин. У 1944 році ситуація з виробництвом значно ускладнилася: почастішали перебої із сировиною, а в результаті нальотів союзної авіації сильно скоротилась робота верфей. До цього часу німецька промисловість вже не могла заповнити втрати підводного флоту. 31 жовтня 1944 року переведений в резерв ОКМ. 23 травня 1945 року взятий в полон британськими військами. 21 лютого 1947 року звільнений.

## Нагороди
- Залізний хрест
  - 2-го класу (4 лютого 1915)
  - 1-го класу (28 жовтня 1918)
- Орден «За заслуги» (Баварія) 4-го класу з мечами (23 серпня 1916)
- Військовий Хрест Фрідріха-Августа (Ольденбург) 2-го класу із застібкою «Перед ворогом» (3 вересня 1916)
- Почесний хрест ветерана війни з мечами (5 січня 1935)
- Медаль «За вислугу років у Вермахті» 4-го, 3-го, 2-го і 1-го класу (25 років ; 2 жовтня 1936) — отримав 4 медалі одночасно.
- Орден Заслуг (Угорщина), командорський хрест (19 серпня 1938)
- Застібка до Залізного хреста 2-го і 1-го класу (16 липня 1940) — отримав 2 нагороди одночасно.
- Орден морських заслуг (Іспанія), великий хрест білого дивізіону (3 серпня 1942)
- Орден «За військові заслуги» (Болгарія) 1-го ступеня з військовою відзнакою (осінь 1942)
- Хрест Воєнних заслуг 2-го і 1-го класу з мечами
- Німецький хрест в сріблі (30 січня 1943)
- Орден Священного скарбу 2-го класу (Японська імперія; 11 серпня 1943)
- Лицарський хрест Хреста Воєнних заслуг з мечами (30 грудня 1944)